# Inner Wheel

## Rueda Interna Internacional (International Inner Wheel)
Rueda Interna Internacional, (conocida como International Inner Wheel en idioma inglés), es una de las mayores organizaciones femeninas de servicio voluntario del mundo. La organización mantiene una presencia activa en más de 100 países y superan las 100.000 asociadas.

## Historia de la Organización
Fue fundada en 1924 por  Margarette Golding y  otras 29 señoras, todas ellas familiares de rotarios, que, por el hecho de serlo, tenían restringido el acceso a la organización. Nació en la ciudad de Manchester (Inglaterra) y celebró su primera reunión formal el 10 de enero del citado año. En 2024 y en la misma ciudad inglesa, conocida en la organización como "lugar de nacimiento de la Rueda Interior", celebró sus 100 años de historia.

## La Rueda Interna Internacional y Naciones Unidas.
Tiene el reconocimiento de entidad de carácter consultivo por el Consejo Económico y Social (ECOSOC) de la Organización de las Naciones Unidas (NN.UU.) y cuenta con representación en Viena, una de las cuatro ciudades en las que tiene sede el organismo, además de Nueva York, Ginebra y Nairobi.
Solo las Entidades que tengan el reconocimiento de "consultivas" por el ECOSOC pueden ser acreditadas para participar en calidad de observadoras en los periodos de sesiones del Consejo de Derechos Humanos de NN.UU. y la Rueda Interna Internacional lo está desde 1973. Está calificada dentro del Área Económica y Social , especializada en Desarrollo Sostenible, siendo internacional su ámbito geográfico.
Participa activamente en el Comité de ONG sobre la Condición Jurídica y Social de la Mujer con sede en Viena que está compuesto por 40 organizaciones. Tiene como objetivos, entre otros: impulsar las actividades relacionadas con la igualdad de mujeres y su empoderamiento y coordinación e impulso de las declaraciones conjuntas ante organismos de NN.UU.